# Elezioni generali in Ecuador del 2009
Le elezioni generali in Ecuador del 2009 si tennero il 26 aprile per l'elezione del Presidente e il rinnovo dell'Assemblea nazionale.
Le elezioni presidenziali videro la vittoria di Rafael Correa, sostenuto da Alianza País.

## Risultati

### Elezioni presidenziali
| Rafael Correa      | Alianza País - PRE - MPD - Pachakutik                 | 3 586 439  | 51,99 |  |  |  |  |  |
| Lucio Gutiérrez    | Partito Società Patriottica                           | 1 947 830  | 28,24 |  |  |  |  |  |
| Álvaro Noboa       | Partito Rinnovatore Istituzionale di Azione Nazionale | 786 718    | 11,41 |  |  |  |  |  |
| Martha Roldós      | Red Ética y Democracia                                | 298 765    | 4,33  |  |  |  |  |  |
| Carlos Sagñay      | Movimento Trionfo Mil                                 | 108 079    | 1,57  |  |  |  |  |  |
| Melba Jácome       | Movimento Terra Fertile                               | 93 146     | 1,35  |  |  |  |  |  |
| Diego Delgado Jara | Movimento Integrazione e Trasformazione Sociale       | 43 221     | 0,63  |  |  |  |  |  |
| Carlos Gonzáles    | Movimento Giustizia e Solidarietà                     | 33 714     | 0,49  |  |  |  |  |  |
| Totale             | Totale                                                | 6 897 912  | 100   |  |  |  |  |  |
|                    |                                                       |            |       |  |  |  |  |  |
| Schede bianche     | Schede bianche                                        | 534 149    | 6,74  |  |  |  |  |  |
| Schede nulle       | Schede nulle                                          | 496 687    | 6,26  |  |  |  |  |  |
| Votanti            | Votanti                                               | 7 928 748  | 75,28 |  |  |  |  |  |
| Elettori           | Elettori                                              | 10 532 234 |       |  |  |  |  |  |

### Elezioni parlamentari
| Liste                                                 | Voti       | %    | Seggi |
| ----------------------------------------------------- | ---------- | ---- | ----- |
| Alianza País                                          | 27.751.651 | 43,0 | 59    |
| Partito Società Patriottica                           | 9.779.869  | 15,2 | 19    |
| Partito Sociale Cristiano                             | 8.559.831  | 13,3 | 11    |
| Partito Rinnovatore Istituzionale di Azione Nazionale | 3.875.395  | 6,0  | 7     |
| Partito Roldosista Ecuadoriano                        | 2.872.465  | 4,5  | 3     |
| Movimento Popolare Democratico                        | 2.766.276  | 4,3  | 5     |
| Red Ética y Democracia/MIPD                           | 1.350.937  | 2,1  | -     |
| Movimento di Concertazione Nazionale Democratica      | 1.341.635  | 2,1  | 1     |
| Movimento Municipale per l'Integrità Nazionale        | 1.246.643  | 1,9  | 5     |
| Sinistra Democratica                                  | 1.108.744  | 1,7  | 2     |
| Pachakutik                                            | 948.638    | 1,5  | 4     |
| Unione Democratica Cristiana                          | 732.287    | 1,1  | -     |
| Movimiento Tierra Fertil                              | 619.766    | 1,0  | -     |
| Movimiento de Acuerdo Nacional                        | 482.598    | 0,7  | -     |
| Movimiento de Integracion y Transformación Social     | 288.698    | 0,4  | -     |
| Movimiento Triunfo Mil                                | 283.124    | 0,4  | -     |
| Movimiento Justo y Solidario                          | 256.805    | 0,4  | -     |
| Movimiento Nacional por la Concertación Social        | 198.630    | 0,3  | -     |
| Indipendenti e regionalisti                           | -          | -    | 8     |
| Totale                                                | 64.463.992 |      | 124   |